# Termelési regény
A termelési regény mint irodalmi műfaj Magyarországon az 1950-es években volt kötelezően népszerű, eredetileg a Szovjetunióban alakították ki az 1920-as években. Általában ipari és mezőgazdasági termelő üzemek hétköznapi működését és problémáit mutatja be. Törekszik a minél valósághűbb ábrázolásra, a szocialista realizmus felületes (hamis) szellemében. 
Neves szerzők, akik ebben a műfajban is tevékenykedtek:
- Fjodor Gladkov (Cement, 1925)
- Ján Johanides (Letagadott varjak, 1982)
- Esterházy Péter: (Termelési-regény (kisssregény), 1979). (A műfaj gyilkos paródiája)